# Nabatejské království
Nabatejské království (aramejsky 𐢕𐢃𐢋𐢈) bylo antické království arabského kmene Nabatejců v jihovýchodní části Středomoří. Nacházelo se v severozápadní části Arabského poloostrova a na Sinajským poloostrovem a existovalo od 3. století př. n. l. do anexe Římskou říší v roce 106. Hlavním městem byl Rekem, později známý jako Petra.

## Dějiny
Mezi 6. a 4. stoletím před naším letopočtem Nabatejci migrovali do severozápadní Arábie. První zmínka o nich pochází od řeckého historika Diodóra, který odkazoval na informace Hyeronima z Cardie, který byl generálem Alexandra Makedonského. Údajně poráželi nepřátele tak, že se ukryli v poušti a čekali, až dojde nepřátelům voda.
Kolem roku 312 př. n. l. vojska Antigona I. na Nabatejce zaútočila, ale byla poražena.
Někdy kolem 3. století př. n. l. Nabatejci  vytvořili organizovaný stát. Nejstarší zmínka pochází z oblasti Hauran, kde byl nalezen nápis, který zmiňuje nabatejského krále a pochází nejspíš z počátku třetího století př. n. l.  První král známý jménem je Arestas I., který je zmíněn v 2. knize Makabejské. Nabatejci měli s Makabejci přátelský vztah a později jim pomáhali bojovat proti seleukovským panovníkům.
Kolem 2. století př. n. l. začali Nabatejci razit mince.
Kolem roku 96 př. n. l. dobyli Hasmonejci Gazu. Hasmonejci později dobyli území, které ohrožovalo nabatejské obchodní zájmy v Gaze a Damašku. V jazyce 93. př. n. l. král Obodas I. porazil hasmonejského krále Alexandra Jannaia v bitvě u Gadary. Obodas porazil i Seleukovce a byl uctíván jako bůh.
V roce 106 n. l. zemřel král Rabbel II., a tento faktor mohl způsobit anexi království Římskou říší. Z království se stala římská provincie Arabia Petraea.

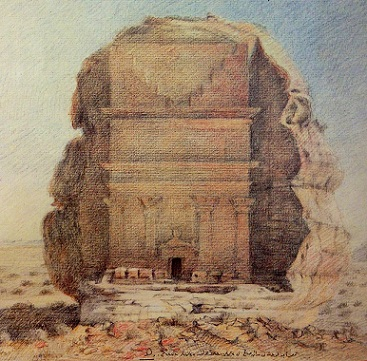
Hrobka v městě Hegra

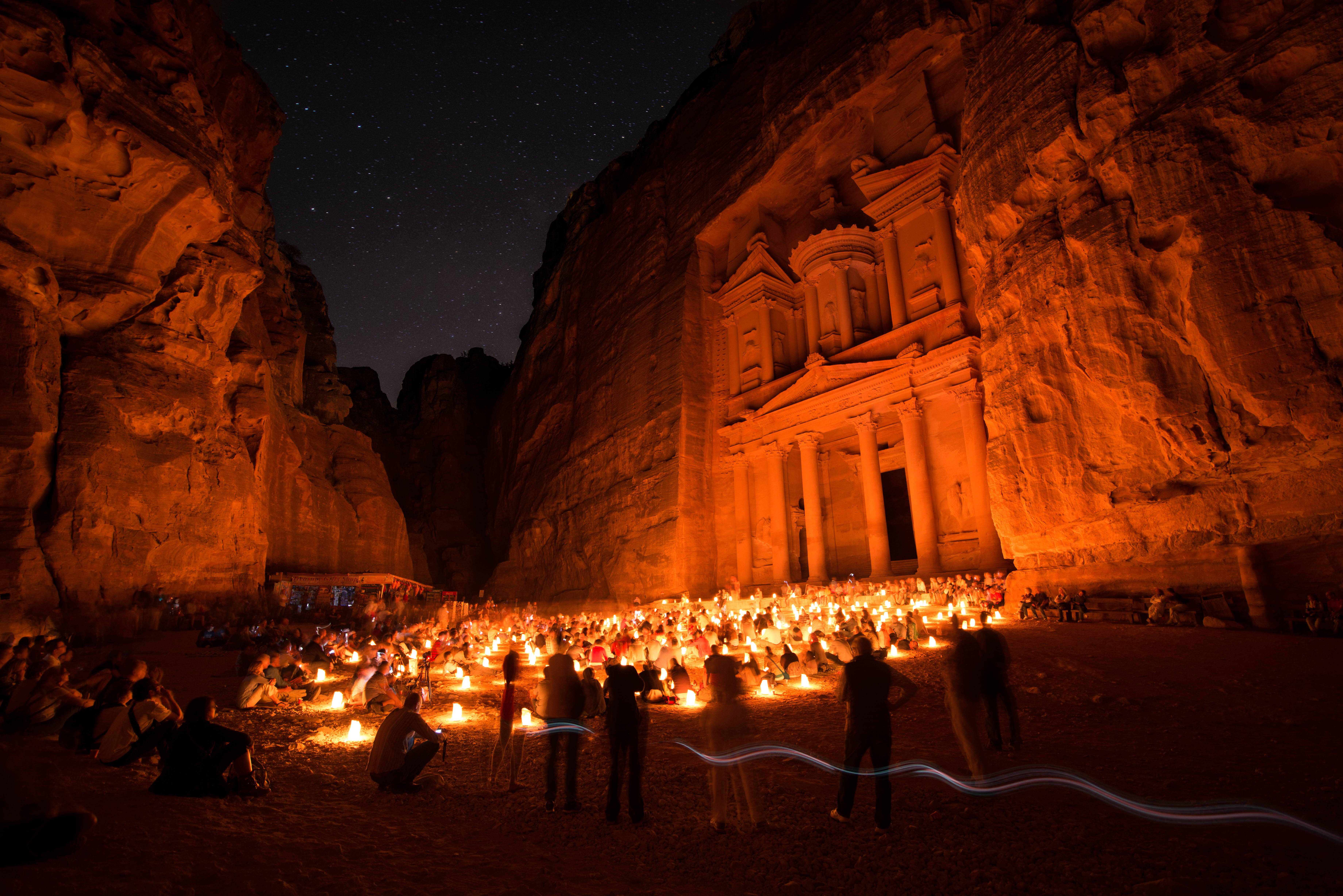
Petra